# 现代诗歌流派

## 现代诗潮诗歌流派
- 现实主义
- 唯美主义
- 象征主义
- 新浪漫主义
- 意象主义
- 未来主义
- 表现主义
- 超现实主义
- 后现代主义
- 具体主义

## 中国现代诗歌和当代诗歌的发展阶段
中国现代诗歌也可以分为两个相对独立的阶段：即中国现代诗歌和中国当代诗歌。
- 20世纪上半叶；从五四新文化运动到1949年
- 20世纪下半叶；从1950年以后迄今

### 中国现代诗歌（当代诗歌）的流派
- 20世纪初至1920年代: 尝试派、文学研究会（人生派）、创造社（早期浪漫主义）、湖畔诗派、新格律诗派（新月派）、中国早期象征诗派
- 1930年代: 中国现代派诗群、七月派、汉园三诗人
- 1940年代: 中国新诗流派、九叶诗派
- 1950年代: 中国现实主义、新现代主义（现代派诗群）、蓝星诗群（蓝星诗社）、创世纪诗群（创世纪诗社）
- 1970年代: 朦胧派（今天派）、白洋淀诗群、中国新现实主义
- 1980年代: 新边塞诗派、大学生诗派、第三代诗群（新生代诗群、新世代）、莽汉主义、整体主义、海上诗派、圆明园诗派、撒娇派、他们诗群、丑石诗群、非非主义（红色写作）、神性写作、新乡土诗派、知识分子写作诗群
- 1990年代: 网络诗歌（网络诗人）、民间写作、第三条道路写作、中间代、信息主义、70后诗人、新婉约诗派
- 21世纪初：灵性诗歌、新江西诗派、80后诗人

## 中国现代诗歌（当代诗歌）流派的主要代表人物
中国现代诗歌（当代诗歌）在各个不同的历史阶段的流派代表人物：
- 20世纪20年代:   徐志摩 闻一多 李金发 穆木天 冯至
- 20世纪30年代:  林徽因 戴望舒 李广田 艾青 卞之琳 何其芳 南星 辛笛 覃子豪 纪弦
- 20世纪40年代:  王佐良 陈敬容 杜运燮 穆旦 罗寄一 郑敏 唐祈 袁可嘉 牛汉 屠岸
- 20世纪50年代:  周梦蝶 羊令野 方思 余光中 洛夫 罗门 蓉子 痖弦 昌耀 林泠
- 20世纪60年代:  郑愁予 任洪渊 杨牧 叶维廉 食指
- 20世纪70年代:  江河 北岛 芒克 多多 舒婷 刘自立 严力 杨炼 梁小斌 顾城
- 20世纪80年代(上):  周伦佑 于坚 翟永明 王小妮 欧阳江河 廖亦武 孙文波 吕德安 韩东 骆一禾
- 20世纪80年代(下):  孟浪 陆忆敏 陈东东 万夏 杨黎 张枣 李亚伟 西川 海子 小海
- 20世纪90年代(上)  诗阳 李元胜 马永波 臧棣 树才 伊沙 余怒 叶匡政 戈麦 蓝蓝 桑克 西渡 杨键 徐江 安琪
- 20世纪90年代(下)  孙磊 木朵 康城 朵渔 胡续冬 巫昂 范想 廖伟棠 沈浩波 吕叶 马兰 庞培 宋非 杨小滨 章平 卢丽娟 关石 梦子 藜藿 鱼鱼

## 相关连接
- 中国诗歌库 https://web.archive.org/web/20181121142452/http://www.shigeku.com/
- 中国诗歌史 （页面存档备份，存于） http://poetrycn.com （页面存档备份，存于）